# Chowanoke

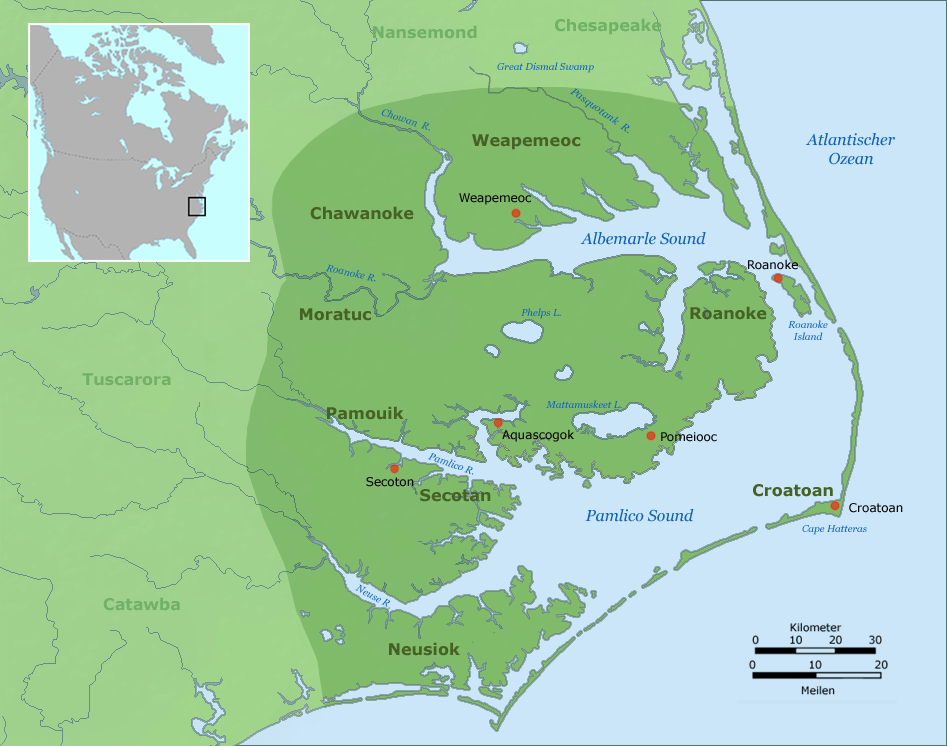
Wohngebiet der Chowanoke und benachbarter Stämme um 1584/85

Die Chowanoke, auch Chowan genannt, waren ein Indianerstamm, dessen Wohngebiet im Nordosten des heutigen Bundesstaats North Carolina in den Vereinigten Staaten lag. Sprachlich sind sie der kleinen Gruppe der North-Carolina-Algonkin zuzuordnen.

## Wohngebiet und Demografie
Zur Zeit des ersten Kontaktes mit den Europäern um 1584 umfasste das Wohngebiet der Chowanoke die Ufer beiderseits des Chowan Rivers von der Einmündung des Meherrin und Blackwater Rivers bis zur Mündung in den Albemarle Sound. Zu den Dörfern der Chowanoke gehörten am Westufer des Chowan Rivers von Nord nach Süd: Ramushonnouk, Chowanoc, Ohanoak, Metacquem und Tandaquomuc. Am Ostufer lagen Cautaking, Ricahokene und Warawtani. Chowanoc war vermutlich das größte Dorf in der Region und galt als Hauptort aller 19 Dörfer des Stamms.
Um 1584/85 hatten die Chowanoke laut Schätzung der englischen Entdecker rund 700 Krieger. James Mooney bezifferte die Bevölkerungszahl des gesamten Stammes auf 1.500 bis 1.600 Angehörige. Die Gesamtzahl der North-Carolina-Algonkin wurde auf 5.000 bis 10.000 Angehörige geschätzt. Im Jahr 1707 gab es laut John Lawson noch 50 Chowanoke, 1731 weniger als 20 Familien und 1755 wurden nur noch 7 Personen gezählt. Die letzte Information über lebende Chowanoke stammt aus dem Jahr 1796. Danach gelten sie als ausgestorben.

## Lebensweise und Kultur

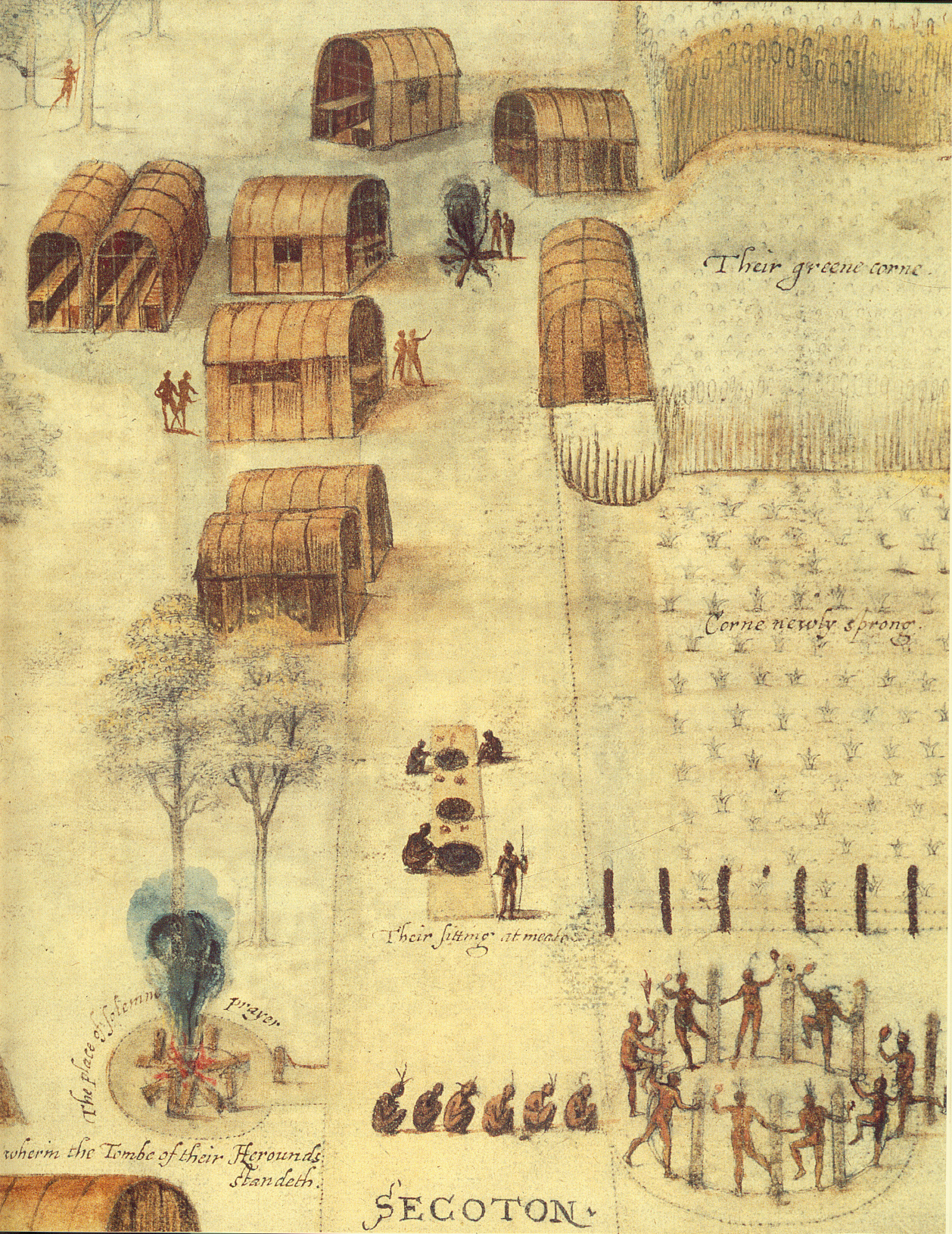
Secoton um 1585, Aquarell von John White

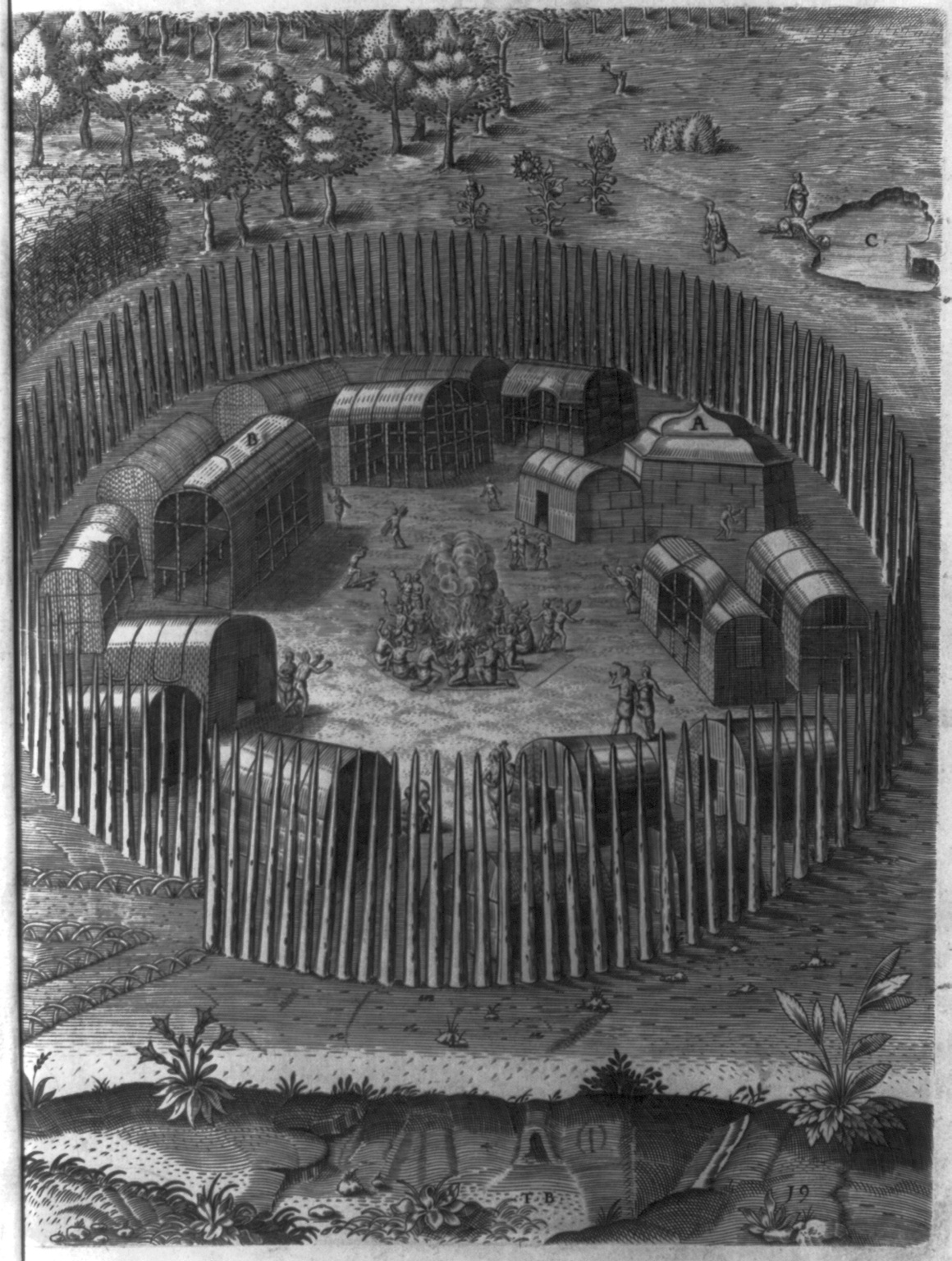
Pomeiooc um 1585, Kupferstich von Theodor de Bry

Im Wohngebiet der Chowanoke gab es zahlreiche, zumeist kleine und kurzlebige, Dörfer. Sie waren autark und bestanden aus privaten und öffentlichen Gebäuden. In ihrer Gesamtheit bildeten die von Häuptlingen geführten Dörfer Stämme, Konföderationen und Allianzen von unterschiedlicher Größe, Dauer und Kulturstufe. Die Bewohner dieser Dörfer lebten nicht in portablen Wigwams, sondern in funktionalen Häusern mit zumeist mehreren Räumen. Sie besaßen einen Lebensstil und eine Kultur, die das von den Kolonisten häufig benutzte Wort Savage (dt. Wilde) Lügen strafte.
Im Jahr 1585 schuf John White, der später nach Roanoke Island als Gouverneur der Citie of Raleigh zurückkehrte, detaillierte Zeichnungen und Aquarelle von zwei verschiedenen Dörfern der Indianer. Das erste war Pomeiooc und lag südlich des Lake Mattamuskeet im heutigen Hyde County. Es war von Palisaden aus glatten, angespitzten Baumstämmen umgeben. Das Dorf bestand aus 18 Gebäuden, die im Kreis um einem runden Platz in der Mitte angeordnet waren. Außerhalb der Palisaden lagen Felder und eine künstliche Wasserstelle. Das zweite Dorf Secoton war nicht mit Palisaden befestigt. Es war wesentlich größer, besaß eine breite Hauptstraße und gewundene Wege, die an schattenspendenden Bäumen, Mais- und Kürbisfeldern, Tabakanpflanzungen und verstreut liegenden Häusern vorbeiführten. Das Dorf auf Whites Karte lag am Südufer des Pamlico Rivers, möglicherweise am Durham Creek, im heutigen Beaufort County. Das halbrunde Bauwerk rechts oben auf Theodor de Brys Kupferstich von Secoton stellt eine Hütte für die Bewacher der Felder dar, die „ununterbrochen schrien und Lärm machten“, um Tiere vom reifenden Mais zu verjagen.
Die Häuser beider Dörfer waren von gleicher Bauart. Aufzeichnungen von Thomas Harriot, einem Mitglied der Kolonie von 1585/86, sagen aus, dass die Häuser ein Gerüst besaßen, „bestehend aus am Scheitelpunkt zusammengebundenen dünnen Ästen, die mit Schnüren aus tierischem oder pflanzlichem Material befestigt waren. Sie hatten eine abgerundete Form ähnlich den Gartenlauben in englischen Gärten [...] In vielen Dörfern waren die Häuser mit Baumrinde bedeckt, in anderen mit Binsenmatten vom Dach der Häuser bis zum Boden.“
Rindenbedeckte Häuser waren weniger zugig und leichter zu heizen. Geeignete Baumrinde war allerdings kaum in großen Mengen verfügbar, deshalb waren derartig ausgestattete Häuser für Weroances, also Häuptlingen und Mitgliedern der Oberklasse und ihren Familien vorbehalten. Normale Dorfbewohner lebten in mattenbedeckten Häusern. Die Matten konnten gehoben und gesenkt werden, um Licht und frische Luft hereinzulassen, doch sie waren keine effektive Isolierung. White zeichnete mehrere dieser Häuser mit hochgezogenen Matten, um das Innere darzustellen. Vier dieser Häuser in Secoton und zwei in Pomeiooc besaßen eine Arbeitsplatte oder einen Tisch, die offenbar als Ablage dienten. In einigen großen Häuser gab auch Truhen. In Whites Arbeiten sind diese Einrichtungsgegenstände nicht zu sehen, doch Arthur Barlowe entdeckte 1584 eine Truhe im Haus eines Häuptlings auf Roanoke Island. John Smith sah 1607 oder 1608 eine Truhe in einem Haus Powhatans in Werowocomoco. Mit wenigen Ausnahmen hatten sämtliche Häuser und Gebäude in beiden Kupferstichen einen rechteckigen Grundriss. Harriot zufolge betrug die Länge rund 11 bis 22 m und die Breite gewöhnlich etwa die Hälfte.
Viele der Dorfbewohner in dieser Region waren offenbar Häuptlinge mit ihren Angehörigen, deren Gefolgsleute und Sklaven. Sogar nach dem Tode bekam ein Weroance dem Anschein nach einen Ehrenplatz. Im Vordergrund der Secoton-Abbildung ist ein Gebäude zu erkennen, in dem sich ein Priester um den präparierten Leichnam eines Weroance kümmert. In den Indianerdörfern wohnten Priester und Heilkundige und es gab zentrale Plätze für Festlichkeiten und religiöse Zeremonien. Die Abbildung von Pomeiooc zeigt einen runden, mit Fellen bedeckten Tempel, der größer als die anderen Gebäude mit Ausnahme des Häuptlingshauses war. Auf dem Bild von Secoton sind Indianer zu erkennen, die sich mitten auf der Hauptstraße zum Essen niedergelassen haben.

## Geschichte
Archäologen zufolge bestand das Hauptdorf Chowanoc der Chowanoke seit 800 n. Chr. Das Gebiet wurde allerdings schon mehrere Tausend Jahre zuvor besiedelt, wie aus archäologischen Funden hervorgeht. Die Erforschung der Frühgeschichte ist noch nicht ausreichend genug, um eine abschließende Beurteilung abzugeben. Sicher ist jedoch, dass die Chowanoke der mächtigste Algonkinstamm südlich der Powhatan-Konföderation waren. Ein Bündnis der Chowanoke mit den Weapemeoc und Secotan richtete sich gegen ihre gemeinsamen Feinde im Norden, die Powhatan, sowie gegen die Irokesen- und Siouxstämme im Westen und Süden.
Die Gründung der Roanoke-Kolonie durch die Engländer im Jahr 1585 veränderte das Leben der Indianer entscheidend. Das zunächst freundliche Verhältnis zu den Weißen wechselte zu offener Feindschaft, als Ralph Lane zum ersten Gouverneur ernannt wurde. Lane griff das Dorf Chowanoc unverzüglich an, tötete eine unbekannte Zahl an Chowanoke und nahm Häuptling Menatonon gefangen, um ihn zu verhören. Menatonon wurde von seinem Volk hoch geachtet, obwohl er körperbehindert war. In seinen Aufzeichnungen begründete Lane den Angriff auf die Chowanoke mit einer Warnung, die er vom Häuptling Wingina der Secotan erhalten habe. In Wirklichkeit jedoch war er auf der Suche nach Silber und Gold. Menatonon hatte ihm von einer reichen Kupfermine weiter im Westen berichtet, die von den streitbaren Mangoak bewacht wurde. Lane nahm Menatonons Sohn Skiko als Geisel, der ihn zur Mine führen sollte. Obwohl Skiko mit dem Tode bedroht wurde, schlug die Expedition fehl.
Schließlich kehrte Lane zusammen mit den Kolonisten nach England zurück. Kurz darauf erkrankten viele der Ureinwohner an neuen Infektionskrankheiten, gegen die sie keine Resistenzen aufwiesen. Sie verloren durch diese Krankheiten und permanente Kriege mit den Sioux und Irokesen einen großen Teil ihrer Bevölkerung. Über Ereignisse im nordöstlichen North Carolina in der ersten Hälfte des 17. Jahrhunderts gibt es kaum Aufzeichnungen. In dieser Zeit hatten die Chowanoke nur einige Kontakte zu Forschern aus Jamestown in Virginia. 1643 schickte Virginia eine militärische Expedition nach Süden, um die Indianer Carolinas zu unterwerfen. Am Weynock Creek kam es zum Gefecht mit den Chowanoke, bei dem ein Weißer und eine unbekannte Zahl an Indianern getötet wurde. In der Folge traten die Chowanoke ihr gesamtes Wohngebiet westlich des Chowan Rivers ab, das kurz danach von Weißen besiedelt wurde. Zunächst konnten die Chowanoke relativ unbehelligt in jetzigem Wohngebiet östlich des Chowan Rivers leben, weil das Territorium sowohl von Virginia als auch von Carolina beansprucht wurde. Das Tauziehen zwischen den beiden Kolonien dauerte bis ins nächste Jahrhundert. So entstanden erst ab 1660 die ersten Siedlungen der Kolonisten auf Chowanoke-Gebiet.
Im Jahr 1675 griffen Krieger der Chowanoke die umliegenden Siedlungen an, töteten einige Kolonisten und zerstörten deren Häuser und Besitz. Die Überfälle waren offenbar überraschend für die Weißen, denn sie hatten zu wenig Waffen und waren schlecht organisiert. Nach Anfangserfolgen der Chowanoke wurde eine Miliz aufgestellt, die den indianischen Aufstand niederschlug. Diese gaben ihr letztes Wohngebiet auf und zogen in das erste, rund 31 km große, Indianerreservat in North Carolina am Bennetts Creek im heutigen Gates County. Um 1707 war das Reservat auf weniger als die Hälfte geschrumpft, weil das Gebiet weder vermessen noch die Grenzen exakt festgelegt worden waren. Im Jahr 1711 brach der Tuscarora-Krieg (1711–1715) aus, in dem die Chowanoke auf der Seite der Kolonisten an acht Feldzügen teilnahmen. Als sie in ihr Reservat zurückkehrten, fanden sie ihren Besitz zerstört vor. 1723 wurde ein neues 214 km großes Reservat eingerichtet, in das sie gemeinsam mit den Tuscarora, ihren ehemaligen Feinden, umziehen mussten. 1733 legte der North Carolina Council fest, dass sich Chowanoke und Tuscarora als Stamm vereinigen sollten. Mehrere Familien, inzwischen unter englischem Namen, blieben bis zum Ende des 18. Jahrhunderts im Reservat. Danach verliert sich ihre Spur.